# Герой Туркменістану
Звання Герой Туркменістану — найвища нагорода Туркменістану. Особам, відзначеним звання Героя Туркменістану, вручається відзнака — медаль «Алтин Ай» («Золотий півмісяць»).

## Історія
Звання Героя Туркменістану засновано Законом Туркменістану «Про встановлення найвищого ступеня відзнаки — звання Героя Туркменістану», прийнятого Меджлісом Туркменістану 30 вересня 1992. Законом Туркменістану від 27 грудня 1995 року № 101-1 затверджено нову редакцію «Положення про звання Героя Туркменістану». Чергову редакцію положення затверджено Законом Туркменістану від 28 лютого 2015 року.

## Герої Туркменістану
Див. Список Героїв Туркменістану